# ماولت باتیروف
ماولت الودینوویچ باتیروف (به روسی: Мавлет Алавдинович Батиров؛ زادهٔ ۱۲ دسامبر ۱۹۸۳) کشتی‌گیر پیشین اهل روسیه است که در دسته‌های ۵۵ و ۶۰ کیلوگرم کشتی آزاد رقابت می‌کرد. باتیروف از بهترین کشتی‌گیران سبک‌وزن تاریخ المپیک به شمار می‌رود که قهرمان دو دورهٔ بازی‌های المپیک تابستانی در ۲۰۰۴ آتن و ۲۰۰۸ پکن شده‌است. او همچنین یک مدال طلا و یک برنز را از مسابقات قهرمانی کشتی جهان در سال‌های ۲۰۰۶ و ۲۰۰۷ کسب کرده‌است.
ماولت باتیروف به همراه بووایسار سایتیف و رومن ولاسوف یکی از سه کشتی‌گیر روسی بود که بیش از یک مدال طلای المپیک را در دو دههٔ اخیر (از ۱۹۹۶ تا ۲۰۱۶) کسب کردند. او همچنین برندهٔ یک مدال طلا و یک برنز از قهرمانی کشتی اروپا است. او در روسیه به دلیل موفقیت‌هایش عناوینی مانند نشان دوستی و مدال افتخار را دریافت کرد.